# Juan María Maury
Juan María Maury, född 1772 i Malaga, död 1845 i Paris, var en spansk skald.
Maury studerade vid franska och engelska universitet och var i besittning av omfattande litterär bildning. Hans dikter utmärks av geniala tankar och synnerligen elegant form, som det stora poemet Esvero y Almedora (12 sånger, 1840), Eloisa y Abelardo, La tempestad med flera. Genom Espagne poétique (1826-27), en antologi utan föregångare, gjorde Maury den spanska diktkonstens rikedomar kända utom Spanien. Han var också en elegant tolkare på fransk vers av spanska original. Hans verk presenteras i Rivadeneiras "Biblioteca de autores espanoles", band 29.